# SMS marketing
SMS marketing v sobě zahrnuje odesílání textových zpráv jak v podobě transakčních zpráv, tak i zpráv v rámci marketingové kampaně. SMS zprávy v sobě nejčastěji obsahují informace o časově omezených nabídkách, upozorněních, aktualizacích aj. všem osobám, které se dobrovolně rozhodli přijímat tyto zprávy od odesílatele.
SMS marketing je vhodný například pro e-commerce obchody, cestovní agentury, firmy nabízející služby vyžadující schůzky s klienty a velké organizace se 100 a více zaměstnanci.

## Fungování hromadných SMS zpráv
Hromadné SMS zprávy se odesílají prostřednictvím SMS brány subjektů, které tuto službu nabízí. Odesílatel se zaregistruje k vybranému subjektu, který mu umožní přístup do služby v rámci, níž SMS zprávy vytvoří, importuje kontakty buď manuálně nebo je propojí s interní databází prostřednictvím API a vytvořené zprávy následně odešle. SMS zprávy lze odesílat jednorázově i v pravidelných intervalech. 
Existují dva typy zpráv, které lze rozesílat v rámci SMS marketingu:
- SMS kampaň: Jedná se o hromadné zprávy tzv., které se využívají ke komunikaci propagačních akcí (kupónů, slev, časově omezených nabídek, aj.). Lze je využít i k rozesílání obecných informací (aktualizace, upozornění, aj.)
- Transakční SMS: Zprávy, které jsou vyvolány na základě určité akce. Příkladem může být potvrzení objednávky, oznámení o přepravě zakoupeného zboží. Tyto zprávy se odesílají automatizovaně.

## Využití
- Krátkodobá propagace pro maloobchod nebo e-commerce podniky (propagační akce patří mezi jeden ze způsobů, jak zvýšit poptávku po nabízených produktech či službách).
- Informace o objednávkách (komunikace stavu objednávek, obecné informace nebo aktualizaci objednávek).
- Připomínky důležitých událostí (připomenutí plánovaných termínů schůzek či firemních akcích).
- Interní upozornění (informace o uzavření kanceláří, aktualizacích systému, aj. zaměstnancům společnosti).

## Výhody
- Vysoká míra a všudypřítomnost mobilních telefonů.
- Spolehlivost doručení.
- Přímé oslovení koncového zákazníka.
- Doplnění nebo nahrazení e-mail kampaní.
- Vysoká efektivita doručení oproti jiným marketingovým kanálům.